# مرسيدس بنز آر 170
مرسيدس بنز آر 170 (بالإنجليزية: Mercedes-Benz R170)‏ هي سيارة من صناعة مرسيدس بنز، أنتجت في 1996 م وتوقف إنتاجها في 2004 م.